# Robert Sheehan
Robert Michael Sheehan (* 7. ledna 1988, Portlaoise, hrabství Laois, Irsko) je irský herec.

## Životopis
Narodil se jako nejmladší ze tří dětí v irském městě Portlaoise. Herectví se věnoval už od mala a svůj debut si odbyl ve snímku Song for a Raggy Boy. Od té doby vystupoval v řadě celovečerních snímků jako Dublin Story, Ghostwood a Summer of the Flying Saucer.

## Kariéra
Jeho prvním seriálem byl v roce 2004 australský seriál Foreign Exchange, kde se objevil v 15 epizodách jako Cormac MacNamara, v následujícím roce si zahrál v seriálu Young Blades, v němž ve 13 epizodách ztvárnil Ludvíka XIV a v roce 2008 seriál z produkce HBO Tudorovci. V březnu 2008 hrál hlavní roli v minisérii Rick Rivals a v červnu 2008 si zahrál roli Liama v dvoudílnem filmu Bittersweet pod režijní taktovkou Declana Eamese. V březnu 2009 se objevil v trilogii Red Riding. V roce 2011 si zahrál v americkém thrilleru Hon na čarodějnice.
V seriálu Misfits (2009–2010) hrál mladého delikventa Nathana, který spolu s ostatními odsouzenci zjišťuje, že po podivné bouřce se u každého z nich ukazují zvláštní schopnosti. V dubnu 2011 bylo oznámeno, že se do třetí série seriálu již nevrátí.
V roce 2010 byl nominován na Cenu IFTA v kategorii Rising Star.
Od roku 2019 ztvárňuje postavu Klause Hargreevese v seriálu Umbrella Academy na Netflixu.

## Filmografie

### Film
| Film | Film                                | Film           | Film                       |
| Rok  | Název                               | Role           | Poznámky                   |
| ---- | ----------------------------------- | -------------- | -------------------------- |
| 2003 | An Cuainín                          | Duncanův syn   | Krátký film (15 minut)     |
| 2003 | Píseň za chudého chlapce            | O'Reilly 58    |                            |
| 2003 | A Dublin Story                      | Clocker        | Krátký film (14 minut)     |
| 2006 | Ghostwood                           | Tim            |                            |
| 2007 | An Créatúr                          | Conor Buckley  | Krátký film (24 minut)     |
| 2008 | Léto, kdy se objevil létající talíř | Danny          |                            |
| 2008 | Lowland Fell                        | Mark           | Krátký film (20 minut)     |
| 2009 | Cherrybomb                          | Luke           |                            |
| 2010 | Sammyho dobrodružství 3D            | Ray (hlas)     | Animovaný film             |
| 2010 | Acts of God                         | Dorian         | Pre-produkce               |
| 2011 | Hon na čarodějnice                  | Kay            |                            |
| 2011 | Demons Never Die                    | Archie         |                            |
| 2011 | Je třeba zabít Bona                 | Ivan McCormick |                            |
| 2011 | The Borrowers                       | Spiller        | televizní film BBC One     |
| 2012 | Romeo and Brittney                  | Romeo          | Režisérem je David Baddiel |
| 2013 | Mortal Instruments: Město z kostí   | Simon Lewis    |                            |

### Televize
| Televize   | Televize         | Televize         | Televize          | Televize                               |
| Rok        | Název            | Role             | Televizní stanice | Poznámky                               |
| ---------- | ---------------- | ---------------- | ----------------- | -------------------------------------- |
| 2004       | Foreign Exchange | Cormac MacNamara | Nine Network RTÉ  |                                        |
| 2005       | Mladé kordy      | Ludvík XIV       | PAX               |                                        |
| 2006       | The Clinic       | Shane Hunter     | RTÉ               | 4. série, 3. epizoda                   |
| 2006       | Bel's Boys       | Max              | CITV              | 2. série, 10. epizoda                  |
| 2008       | Tudorovci        | Apprentice       | Showtime          | 2. série, 1. epizoda                   |
| 2008       | Rock Rivals      | Addison Teller   | ITV               |                                        |
| 2008       | BitterSweet      | Liam             | RTÉ               | dvoudílné komediální drama             |
| 2009       | Red Riding       | BJ               | Channel 4         |                                        |
| 2009–2010  | Misfits: Zmetci  | Nathan Young     | E4                | Hlavní role, 1. a 2. série (13 epizod) |
| 2010       | Coming Up: Dip   | Jason            | Channel 4         | 5. série, 7. epizoda                   |
| 2010–2011  | Love/Hate        | Darren           | RTÉ               | Drama minisérie                        |
| 2012       | Accused          | Stephen          | BBC One           | 2. série, 2. epizoda                   |
| 2019–dosud | Umbrella Academy | Klaus / number 4 | Netflix           | Hlavní postava, 1.–3. série            |

## Ocenění
| Rok  | Cena  | Kategorie                                                     | Role                                            | Výsledek  |
| ---- | ----- | ------------------------------------------------------------- | ----------------------------------------------- | --------- |
| 2010 | IFTA  | Vycházející hvězda                                            |                                                 | Nominován |
| 2010 | BAFTA | Televizní cena (společně s obsazením seriálu Misfits: Zmetci) | Nathan Young (obsazení seriálu Misfits: Zmetci) | Vyhrál    |
| 2011 | BAFTA | Herec ve vedlejší roli                                        | Nathan Young – Misfits                          | Nominován |
| 2011 | IFTA  | Herec v hlavní roli – Televize                                | Nathan Young – Misfits: Zmetci                  | Nominován |
| 2012 | IFTA  | Herec ve vedlejší roli – Televize                             | Nathan Young – Misfits: Zmetci                  | Nominován |